# هاستل‌های بومی محدود
هاستل‌های بومی محدود (ای اچ ال) یک شرکت محدود شده با ضمانت متعلق به دولت استرالیا می‌باشد که برای بومیان استرالیایی که برای دسترسی به خدمات دولتی یا آموزش به خارج از خانه سفر می‌کنند، مسکن کوتاه مدت عرضه می‌کند.
در سال ۱۹۸۷، ای اچ ال توسط کانبرا تایمز به نام «گسترده‌ترین کارفرمای مجرد» استرالیایی‌های بومی گزارش شد. در سال ۲۰۱۷ بیش از ۲/۳ کارکنان آن بومی بودند که بالاترین درصد در میان هر سازمان دولتی بود.